# Михайловское сельское поселение (Ивановская область)
Миха́йловское се́льское поселе́ние — муниципальное образование в Юрьевецком муниципальном районе Ивановской области Российской Федерации.
Административный центр — деревня Михайлово.

## История
Статус и границы сельского поселения первоначально установлены Законом Ивановской области от 25 февраля 2005 года № 54-ОЗ «О городском и сельских поселениях в Юрьевецком муниципальном районе».
В соответствии с Законом Ивановской области от 6 мая 2015 года № 34-ОЗ, ранее существовавшие Михайловское и Костяевское сельские поселения были объединены в новое муниципальное образование — Михайловское сельское поселение, с административным центром в деревне Михайлово. Устав новообразованного Михайловского сельского поселения был утверждён решением Совета Михайловского сельского поселения от 16 ноября 2015 года № 20.

## Население
Численность постоянного населения на 1 января 2024 года составляет 1182 человека.
По данным социально-экономического паспорта на 2019 год, национальный состав населения был следующим: русские — 1290 человек, узбеки — 19, армяне — 18, украинцы — 15, другие национальности (включая цыган) — 10 человек.

## Состав сельского поселения
В состав сельского поселения входят 67 населённых пунктов. Из них только административный центр, деревня Михайлово, имеет численность населения свыше 300 человек.
| №  | Населённый пункт | Тип населённого пункта          | Население, чел. (2024) |
| -- | ---------------- | ------------------------------- | ---------------------- |
| 1  | Аксениха         | деревня                         | 5                      |
| 2  | Алешково         | деревня                         | 8                      |
| 3  | Амбросово        | деревня                         | 4                      |
| 4  | Астафьево        | деревня                         | 3                      |
| 5  | Барсуки          | деревня                         | 5                      |
| 6  | Боровое          | деревня                         | 9                      |
| 7  | Быстрица         | деревня                         | 17                     |
| 8  | Ваньково         | деревня                         | 70                     |
| 9  | Гарь Большая     | деревня                         | 27                     |
| 10 | Голодаево        | деревня                         | 6                      |
| 11 | Горшуково        | деревня                         | 7                      |
| 12 | Гречушное        | деревня                         | 1                      |
| 13 | Гришино          | деревня                         | 5                      |
| 14 | Дубнево          | деревня                         | 44                     |
| 15 | Жарки            | село                            | 28                     |
| 16 | Заднево          | деревня                         | 0                      |
| 17 | Захариха         | деревня                         | 5                      |
| 18 | Злобино          | деревня                         | 0                      |
| 19 | Зыково           | деревня                         | 0                      |
| 20 | Зяблово          | деревня                         | 19                     |
| 21 | Иваниха          | деревня                         | 5                      |
| 22 | Иваниха          | деревня                         | 11                     |
| 23 | Ильинское        | село                            | 8                      |
| 24 | Калитиха         | деревня                         | 1                      |
| 25 | Каменники        | село                            | 6                      |
| 26 | Кашино           | деревня                         | 0                      |
| 27 | Киселево Большое | деревня                         | 6                      |
| 28 | Киселево Малое   | деревня                         | 6                      |
| 29 | Кокуево          | деревня                         | 21                     |
| 30 | Корючиха         | деревня                         | 5                      |
| 31 | Костяево Большое | деревня                         | 136                    |
| 32 | Коурцево         | деревня                         | 11                     |
| 33 | Кошкино          | деревня                         | 0                      |
| 34 | Кузьминское      | деревня                         | 5                      |
| 35 | Левино           | деревня                         | 13                     |
| 36 | Лилеково         | деревня                         | 0                      |
| 37 | Липовка          | деревня                         | 0                      |
| 38 | Мауриха          | деревня                         | 15                     |
| 39 | Махлово          | деревня                         | 10                     |
| 40 | Меленка          | деревня                         | 0                      |
| 41 | Михайлово        | деревня, административный центр | 413                    |
| 42 | Мокино           | деревня                         | 6                      |
| 43 | Молево           | деревня                         | 2                      |
| 44 | Овчинниково      | деревня                         | 6                      |
| 45 | Остригаево       | деревня                         | 8                      |
| 46 | Павлово          | деревня                         | 5                      |
| 47 | Парниково        | деревня                         | 8                      |
| 48 | Парфеново        | деревня                         | 29                     |
| 49 | Петушиха         | деревня                         | 15                     |
| 50 | Погорелка        | деревня                         | 5                      |
| 51 | Подвязкино       | деревня                         | 5                      |
| 52 | Прокино          | деревня                         | 14                     |
| 53 | Рошвенское       | деревня                         | 13                     |
| 54 | Ручей            | деревня                         | 3                      |
| 55 | Сельцо           | деревня                         | 1                      |
| 56 | Сергеевка        | деревня                         | 4                      |
| 57 | Середкино        | деревня                         | 10                     |
| 58 | Сытное           | деревня                         | 1                      |
| 59 | Талица           | село                            | 53                     |
| 60 | Токарево         | деревня                         | 13                     |
| 61 | Устиниха         | деревня                         | 11                     |
| 62 | Хлопотиха        | деревня                         | 3                      |
| 63 | Хохонино         | деревня                         | 1                      |
| 64 | Чудь             | деревня                         | 0                      |
| 65 | Чуркино Большое  | деревня                         | 3                      |
| 66 | Шайски           | деревня                         | 3                      |
| 67 | Якимиха          | деревня                         | 5                      |

## Социальная сфера
На территории поселения действуют Костяевская основная общеобразовательная школа и детский сад «Дюймовочка» в деревне Михайлово.

## Галерея

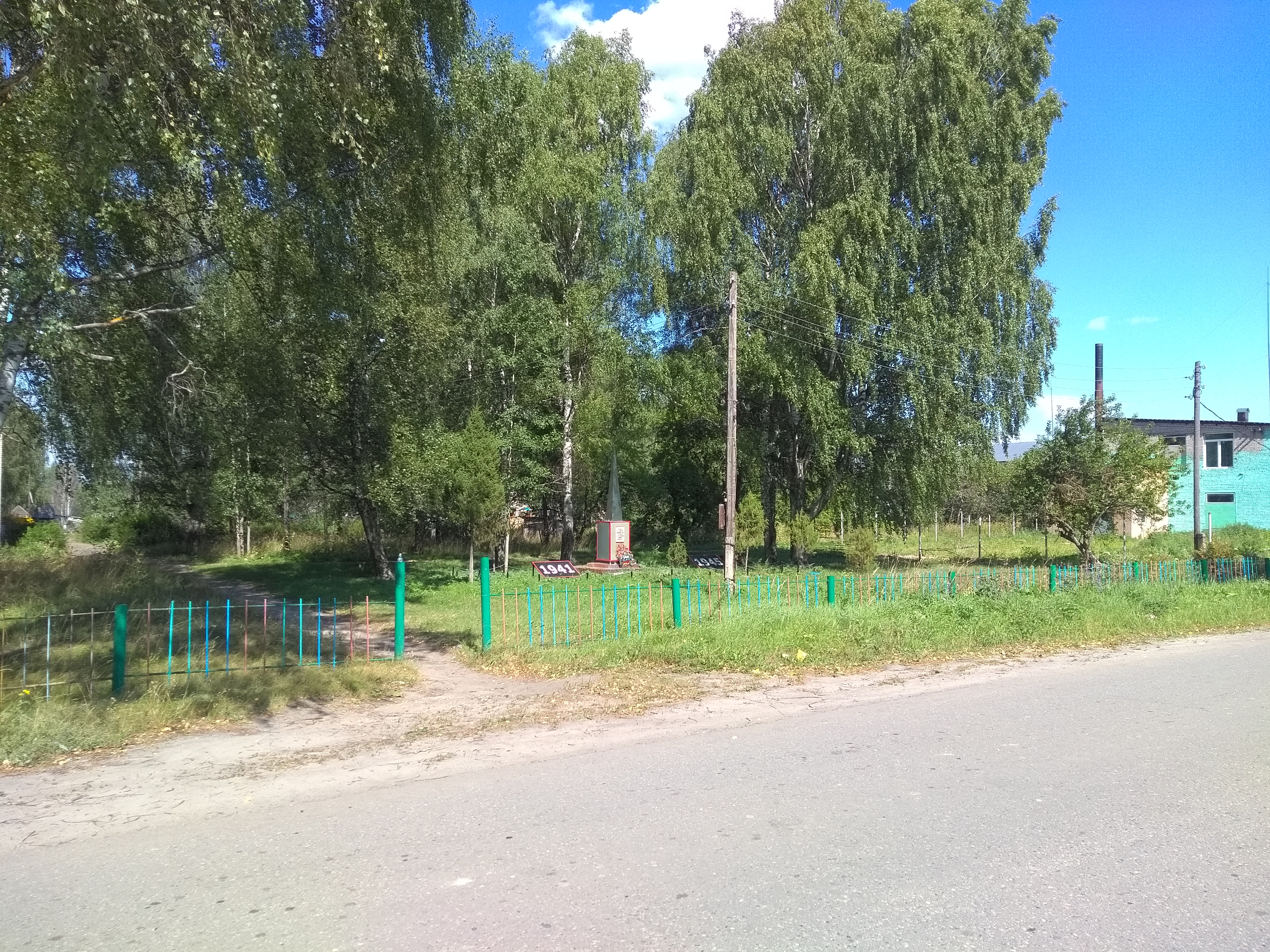
Монумент, посвящённый Великой Отечественной войне, парк, деревня Михайлово
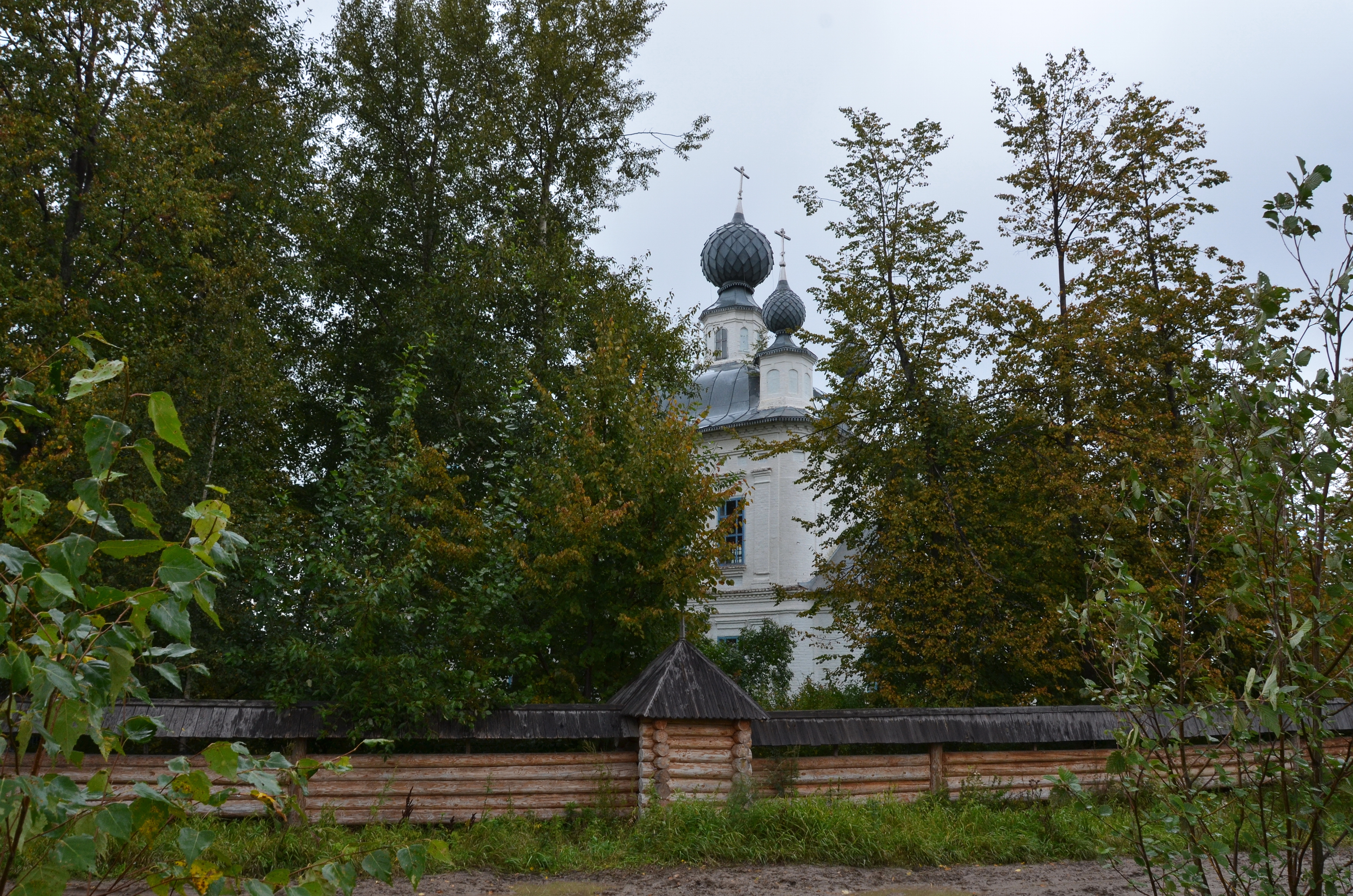
Храм Рождества Богородицы, село Жарки
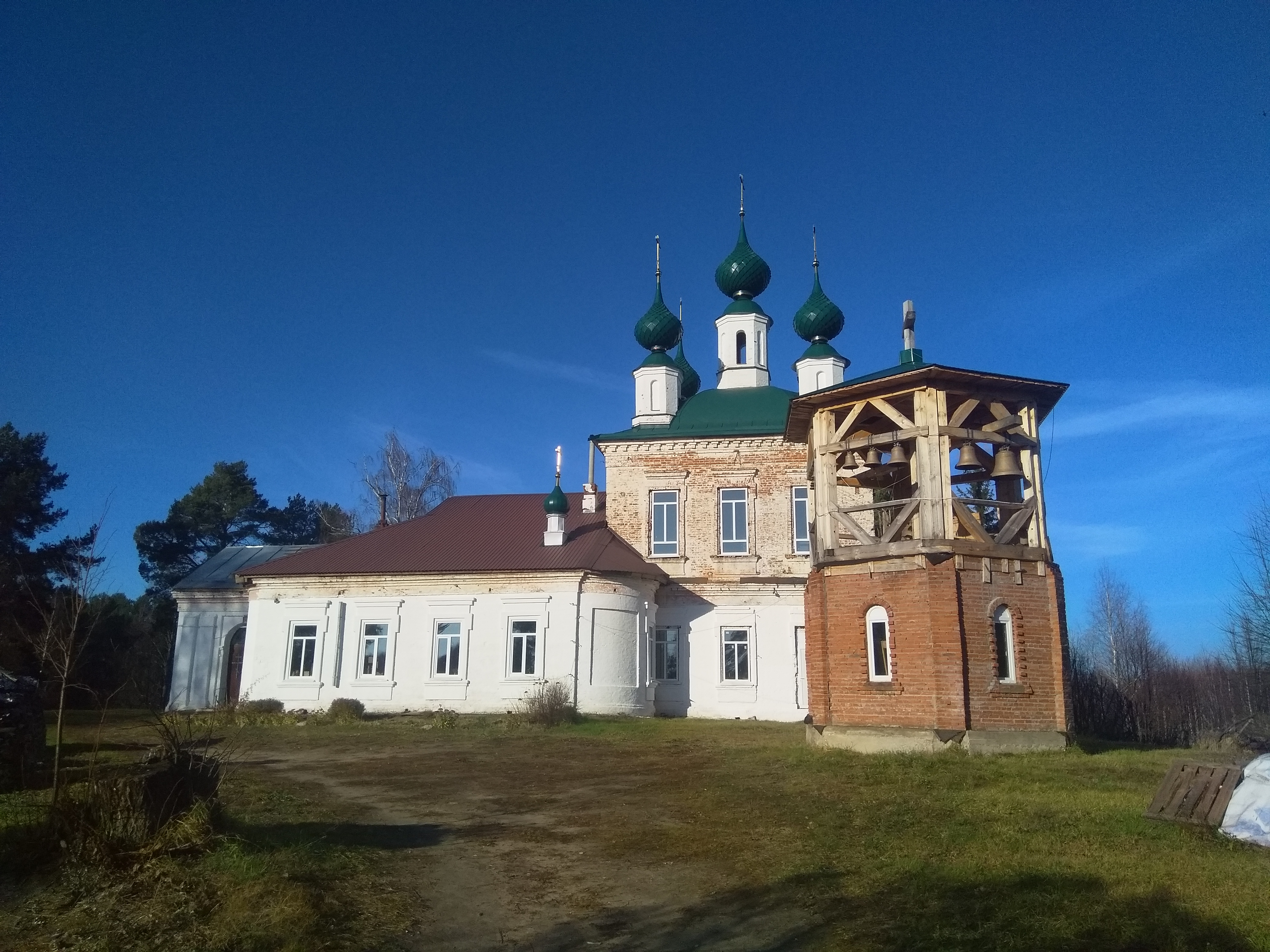
Храм Рождества Христова, село Каменники, 1828
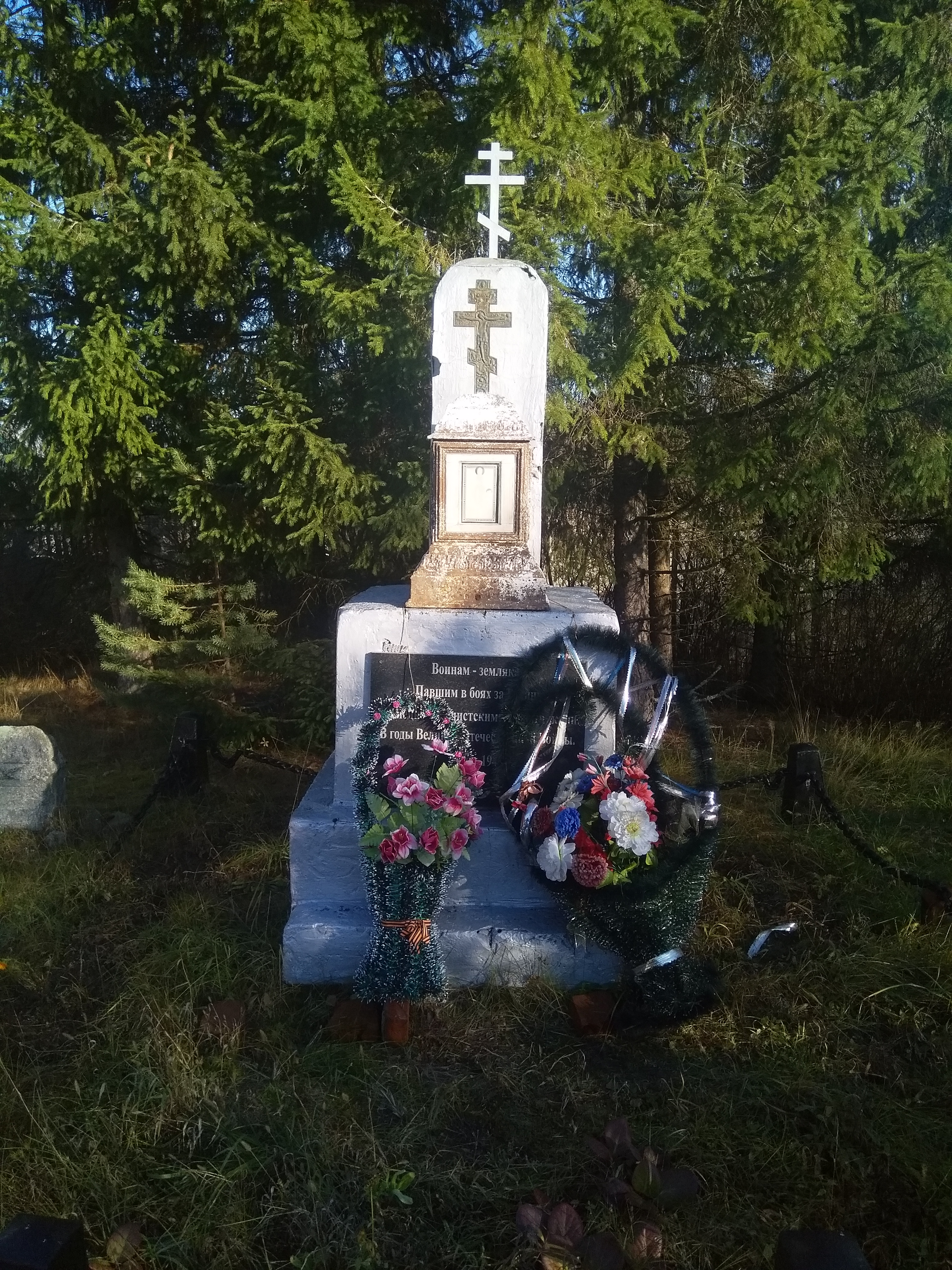
Памятник воинам-землякам, павшим в Великую Отечественную войну, село Каменники